# Luiz Francisco Rebello

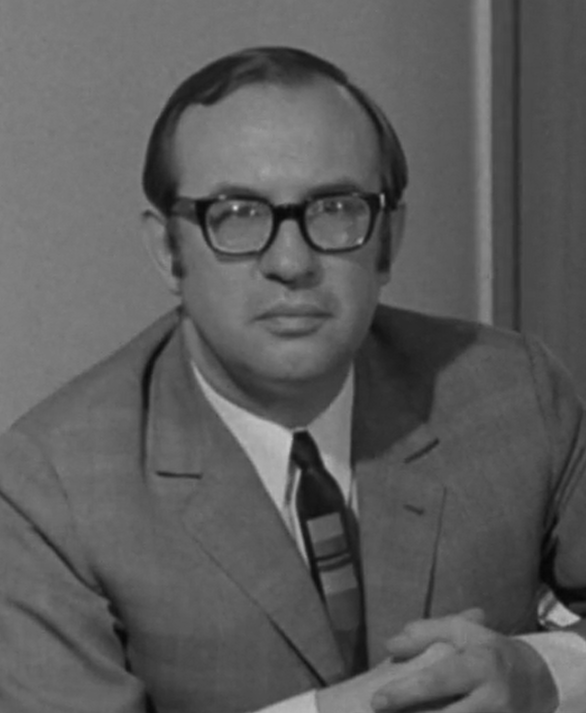
Luiz Francisco Rebello

Luiz Francisco Rebello (Lisboa, 10 de septiembre de 1924 - Lisboa, 8 de diciembre de 2011) fue un abogado, dramaturgo, crítico teatral, historiador del teatro y ensayista portugués. Junto con José Saramago, Armindo Magalhães, Manuel da Fonseca y Urbano Tavares Rodrigues fue, en 1992, uno de los fundadores del "Frente Nacional para la Defensa da Cultura" (FNDC).

## Biografía
Licenciado en Derecho por la Universidad de Lisboa, presidió la Sociedade Portuguesa de Autores durante 30 años (1973 a 2003), especializándose en el área de los derechos de autor. Fue también vicepresidente de la Confederação Internacional das Sociedades de Autores e Compositores. 
Fundó y dirigió, en 1946, juntamente con Gino Saviotti, el Teatro-Estúdio do Salitre y, en 1971, fue nombrado director del Teatro São Luiz, cargo del que dimitió al año siguiente por no aceptar las injerencias de la Comisión de Censura. Colaboró en numerosas revistas y periódicos, entre ellas el Colóquio-Letras, o el Jornal de Letras, Seara Nova y Vértice. Dirige, desde 1971, un Dicionário do Teatro Português, publicado en fascículos. También es comendador de la Orden del Infante Don Enrique (1985), fue distinguido con las Insígnias de Caballero de la Orden Nacional del Mérito (1991) y la Orden del Mérito (1995), así como el Gran Premio de la Sociedad Portuguesa de Autores (1994)
Sus obras teatrales muestran la influencia de Jean-Paul Sartre o Pirandello.

## Obras
- A invencao do guarda-chuva (1944) (en colaboración con José Palla e Carmo)
- Fábula em um Acto (1947) (su estreno como dramaturgo)
- Teatro Português, do Romantismo aos Nossos Dias (1960)
- Imagens do Teatro Contemporâneo (1961)
- D. João da Câmara e os Caminhos do Teatro Português (1962)
- História do Teatro Português (1968)
- Os Autos das Barcas de Gil Vicente (1973)
- Visita Guiada ao Mundo do Direito de Autor (1973)
- Vida, Martírio e Glória de Molière (1976)
- Teatro de Intervenção (1978)
- O Teatro Simbolista e Modernista (1979)
- O Teatro Romântico em Portugal (1980)
- Dente por Dente (1964) (adaptación libre de Shakespeare).
- Liberdade, Liberdade (adaptación libre de Millor Fernandes) (1974).
- O Círculo de Giz Caucasiano (adaptación de Brecht).
- O Mundo Começou às 5 e 47 (1948).
- Condenados à Vida (1963).
- É Urgente o Amor (1958)
- Alguém Terá de Morrer (1956).
- O Dia Seguinte (1953)
- O Palco Virtual
- Teatro I , Teatro II e Teatro de Intervenção (colecciones de dramaturgos portugueses).
- O Fimda Última Página (1958)
- Os Pássaros de Asas cortadas (1959)
- Condenados à Vida (1963)
- Teatro Moderno. Caminhos e Figuras (ensayo) (1957)
- Imagens do Teatro Contemporâneo (ensayo)  (1961)
- História do Teatro Português (ensayo) (1968)
- O Primitivo Teatro Português (ensayo) (1977)
- Portugal, Anos Quarenta (1983)
- 100 anos de Teatro Português (ensayo) (1984)
- Introdução ao Direito de Autor
- Garrett, Herculano e a Propriedade Literária
- Todo o Amor É Amor de Perdição (transposición para televisión del proceso de Camilo Castelo Branco) (1994)
- A Desobediência (1998)
- Todo o Teatro (1999)
- Todo o Teatro (2006)